# Monoblastus brachyacanthus
Monoblastus brachyacanthus là một loài tò vò trong họ Ichneumonidae.